# 迎恩門 (韓國)
迎恩門（：／ Yeongeunmun */?）是原位于韓國首爾特別市西大門區的一座迎賓門，原是朝鮮時代用来歡迎清朝皇帝派到朝鮮的使臣。朝鮮作為當時大清國的冊封國，官員需於迎恩門迎接大清使者，清廷使臣則从迎恩门進入朝鮮境內。
1895年清廷与日本帝国签定《马关条约》之後，朝鮮脫離大清的朝貢體系，另立大韓帝國。1896年迎恩門被开化党拆毀，僅剩門柱，并在原址附近建立起象征朝鲜脫離大清干政的「獨立門」。
1979年迎恩門殘餘奠基石與獨立門一起被搬遷到原來位置的西北70米處。

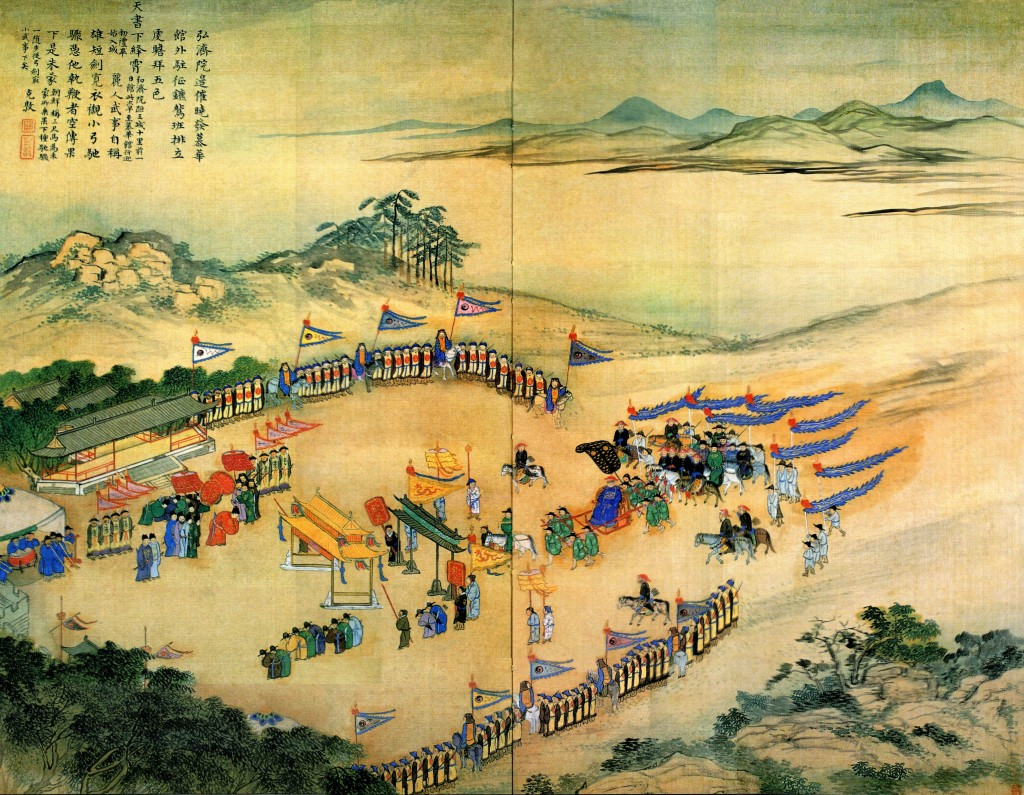
朝鮮國王在迎恩門迎接清朝冊封使阿克敦示意圖

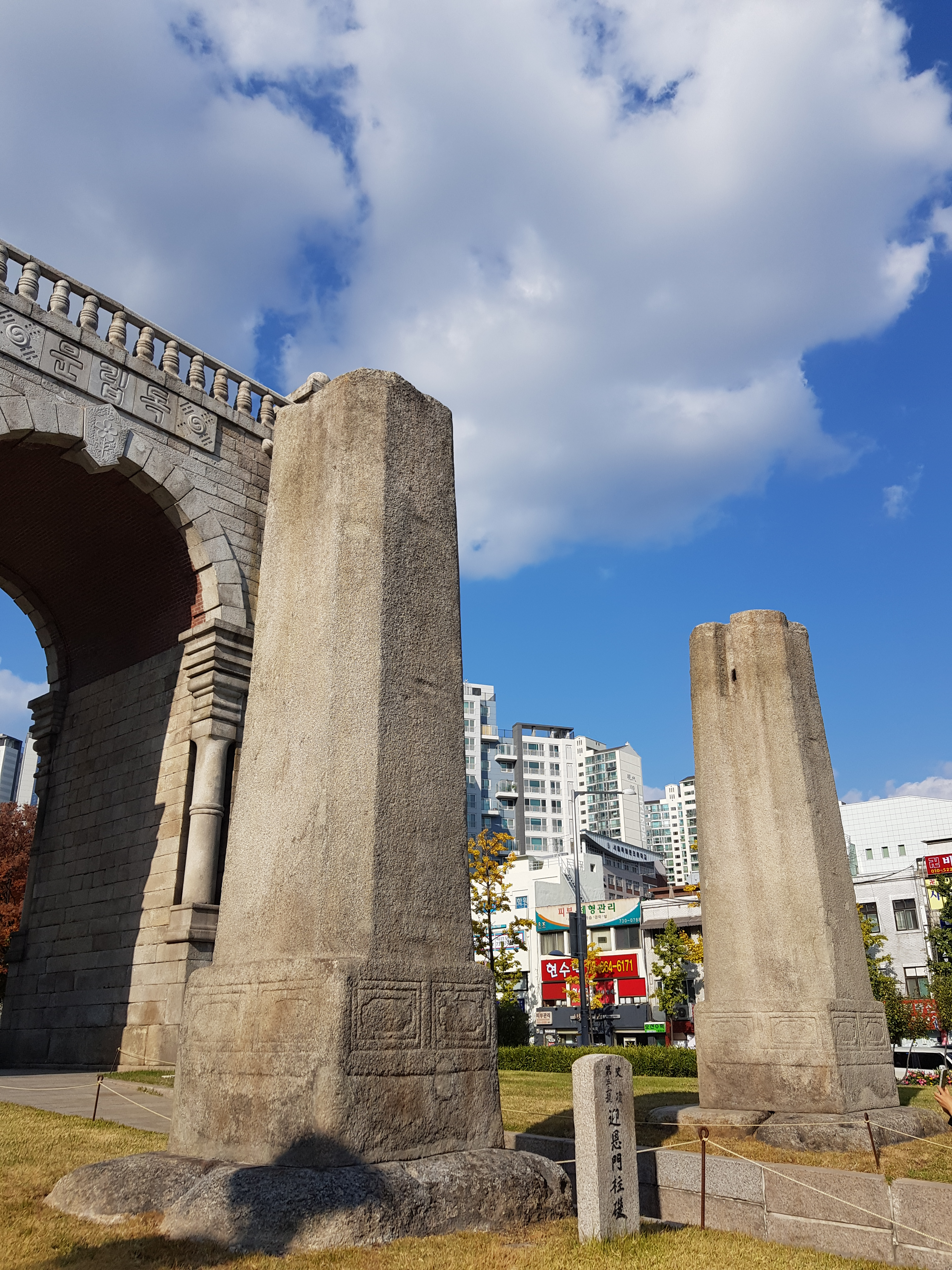
迎恩門殘跡，現列入史蹟第33號

## 外部連結
- 迎恩門 （页面存档备份，存于）
- 獨立門 （页面存档备份，存于）